# أكيرا ماسودا
أكيرا ماسودا (باليابانية: 増田章؛ بالكانا: ますだ あきら) هو لاعب كاراتيه ياباني، ولد في 22 مايو 1962 في كانازاوا في اليابان.

## وصلات خارجية
- الموقع الرسمي